# Menua

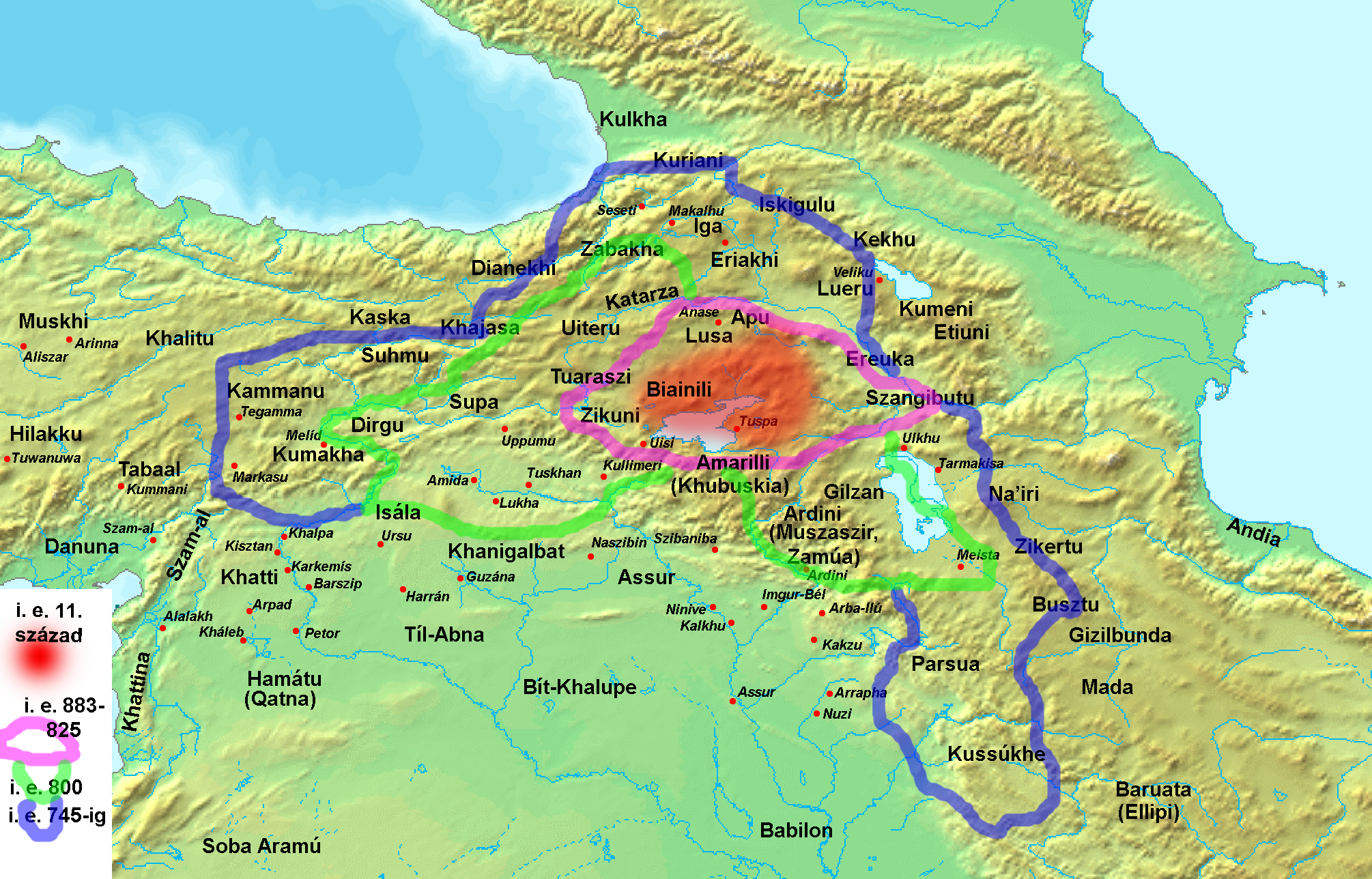
Urartu területváltozásai az i. e. 11. századtól i. e. 745-ig

Menua (vagy Minua, örmény Մենուա, Menovua, Menoua, Menowa, ur. i. e. 810 – i. e. 785) urartui király Ispuini ifjabb fia, nagyszabású hódító hadjáratok indítója, Urartu nagyhatalmi státuszának kialakítója. Ekkortól az asszír ékírást már saját nyelvükön alkalmazták, Menua uralkodói titulusa: LUGAL e-ri-la-a-u2-e, LUGAL erilāúe, urartui nyelven „nagykirály”.
Menua uralkodása Urartu fénykora, amely fia, I. Argisti alatt is folytatódott. Menua valószínűleg már társuralkodó volt, amikor vezetésével az Araksz és a Kuras folyók völgyéig, valamint Diauehi királyság területéig portyázott az urartui sereg. Diauehi királya később – elkerülendő a közvetlen urartui igát – súlyos adót fizetett Menuának. Ispuini halálának pontos ideje ismeretlen, valamikor i. e. 810 (Menua első említései) és i. e. 800 (ekkor már biztosan nem élt) közé tehető. Az Ispuini idején összekovácsolódott Urartu már nem csak védekezett Asszíria ellen, de támadásba ment át. Míg III. Adad-nirári viszonylag sikeres volt Szíriában, addig északon sorra vesztette a csatákat Menua ellen. Urartu már szilárdan megvetette a lábát az Ispuini hadjáratai által már érintett Urmia-tó nyugati és déli vidékein, Muszaszir és Ardini az állam része lett. Az Eufrátesz felső folyása mentén Katarza, Uiteru és Supa került az ellenőrzése alá, sőt a Tigris forrásvidékét is elhódította Asszíriától, valamint az észak-szíriai térség felé vezető hadi útvonalak stratégiai fontosságú területével, Gurgummal is határos lett, melyet később fia, Argisti foglalt el. I. e. 800 körül Urartu már nem csak igény formában, hanem ténylegesen is Asszíriával egyenrangú nagyhatalom lett, északról óriási ívben kerítette be Asszíriát. Ez az ív i. e. 745-ig még tovább növekedett.
Menua alatt került sor Urartu közigazgatásának átszervezésére. Addig asszír mintára építették az államot, ekkor az országot helytartóságokra osztották, amelyeket kinevezett területi elöljárók kormányoztak. Később az asszírok Urartuból vették át ezt a központosított közigazgatási formát, amely a helyi előkelőséget megakadályozta a szakadár kísérletekben. Fővárosa Tuspa maradt, de megalapította az Araksz völgyének ellenőrzésére Menuahinilit, amely az Ararát-hegy mellett, annak északi oldalán állt, és ebben a városban tartózkodott legtöbbet. A Felső-Eufrátesz megszerzése különösen fontos volt Urartu gazdasága szempontjából, mivel fémekben (arany, ezüst, vas) csak erről a vidékről szedhettek adót. Az ércek és feldolgozott fémtermékek karavánútjai haladtak itt a Földközi-tengertől a Fekete-tenger partjára, ahol a görög gyarmatvárosok, mint Szinópé, Trapezusz és Kolkhisz kereskedtek vele tovább.
Befejezte a nagyszabású csatornaépítést, melyet apja kezdett el. A több mint 70 km hosszú vezetéket akkor Menua-csatornának nevezték, ma viszont – amikor még mindig ellátja Vant vízzel – Szemiramisz-csatorna néven ismerjük, emellett több más vízvezetéke is használatban van jelenleg is. A Menua-csatorna több mint 2,5 évezreden át zökkenőmentesen működött, 1950-ben felújították, és 2–5 m³ vizet szolgáltat másodpercenként. A római vízvezetékek mintája is lehetne, mivel a terepegyenetlenségeket helyenként 15 méter magas falazat tetején haladó csatornával egyenlítették ki. Elképzelhető, hogy a Szemiramisz függőkertje legenda Menua csatornáinak és Sammuramat asszír anyakirályné figurájának összeolvadásából keletkezett. Sammuramat idején Asszíria és Urartu kapcsolatai jelentősen javultak – egy asszír vereség következtében –, bár elképzelhetetlen, hogy Sammuramatnak bármi köze lenne a csatornához, hacsak nem szakértők küldése. Menua sokat építkezett. Egységesítették a vallási életet, kialakították az állam támaszát jelentő kultuszrendszert, amelyben megszabták, hogy a lakosságnak mennyi állatot kell a templomok felé beszolgáltatni. Khaldi, a muszasziri égisten ettől kezdve hadisten szerepét vette fel, a tigrisi hadjárat feliratai szerint Khaldi utasítására és védelme alatt vitték véghez.